# 박철 (시인)
박철(1960년 1월 27일 ~ )은 대한민국의 시인이다.
1960년 서울에서 태어났다. 단국대 국문과를 졸업했고 1987년 《창작과 비평》을 통해 등단했다. 1997년 《현대문학》을 통해 소설가로도 등단하였다.

## 학력
- 단국대학교 국문학 학사

## 경력
- 문화일보 객원기자
- (사)한국작가회의 이사
- (사)한국작가회의 시분과 위원장

## 수상
- 2006년: 단국문학상 수상
- 2009년: 제11회 천상병 시상 수상
- 2010년: 제12회 백석문학상 수상
- 2019년  제18회 노작문학상 수상
- 2019년  제16회 이육사시문학상 수상
- 2019년  서울 성남고 자랑스런 동문상 수상

## 작품
- 시집 ≪김포행 막차≫(창작과비평사, 1989)
- 시집 ≪밤거리의 갑과 을≫(실천문학사, 1992)
- 시집 ≪새의 전부≫(문학동네, 1994)
- 시집 ≪너무 멀리 걸어왔다≫(푸른숲, 1996)
- 시집 ≪영진설비 돈 갖다주기≫(문학동네, 2001)
- 시집 ≪험준한 사랑≫(창비, 2005)
- 시집 ≪사랑을 쓰다≫(열음사, 2007)
- 시집 ≪불을 지펴야겠다≫(문학동네, 2009)
- 시집 ≪작은 산≫(실천문학사, 2013)
- 시집 《없는 영원에도 끝은 있으니》(창비,2018)
- 시집 《새를 따라서》(아시아,2022)
- 시집 《대지의 있는 힘》(문학동네,2024)
- 소설집 ≪평행선은 록스에서 만난다≫(실천문학사, 2006)
- 동시집 《설라므네 할아버지》(문학동네,2018)
- 동시집 《아무도 모르지》(창비,2024)
- 시집 《없는 영원에도 끝은 있으니》(창비,2019)